# タルテッソス

タルテッソス文化圏

タルテッソス（ギリシア語: Τάρτησσος, ラテン語: Tartessus）は、現在のスペイン南部アンダルシア地方のグアダルキビール川河口近くに存在したとされる古代王国である。古代（紀元前5世紀）の歴史家ヘロドトスの『歴史』、1世紀のプリニウス（大プリニウス）の『博物誌』に引用された1世紀のストラボンの『地理誌』の記述（紀元前4世紀のピュテアスの伝聞）、タルテッソスの絶滅後ではあるが4世紀のアヴィエニウスの紀行記『Ora maritima』に見られる。複数のローマの作家によると、タルテッソスの名前は、古代ギリシア語からできたと思われる。
タルテッソスは金属の豊かな王国であった。 紀元前4世紀の歴史家のエフォラスは「タルテッソスと呼ばれる非常に繁栄した市場があり、川を下ってケルトの土地から運ばれてくる錫、そして金、銅で溢れている」と記す。青銅器時代には錫の貿易は極めて有利であった。なぜなら、錫は青銅に欠かせない成分であり、比較的まれであったからである。ヘロドトスによれば、タルテッソスの王をアルガントニオスという。銀によって富裕なことから来た呼び名と見られる（印欧祖語:*arģ-「銀」）。
タルテッソスの人々は、紀元前8世紀からイベリアに居住して、ガディール（ギリシャ語：Γάδειρα、ラテン語：ガーズ、現代 カディス）という港を建てたフェニキア人の重要な貿易相手になった。

## 位置
アリストテレスなどによるとタルテッソスは川だと述べる。 アリストテレスはピレネー山脈（現在ピレネー山脈と見なされている）から上昇し、現代のジブラルタル海峡の柱の外海に流出すると主張している。そのようにイベリア半島を横切っている川はない。
ピュテアスによると、西暦第1世紀にストラーボの報告した通り、紀元前4世紀にはトゥルドゥリ（Turduli）はベティス川におけるタルテッソスであった地域を占めていた。

## 宗教
データはほとんどないものの、他の地中海民族と同様に、多神教の宗教であったと推定されている。 タルテシュ人は、フェニキアの文化的な変容の結果として、女神アスタルテ（Astarte）またはポルニア（Potnia）と男性の神バアル（Baal）またはメルカート（Melkart）を崇拝したと考えられている。 フェニキアの建築に触発された聖域は、Cástulo（リナーレス、ハエン県）とCarmonaの近くに発見された。 カディス、ウェルバ、セビリアでは、フェニキアの神々のいくつかの彫像が発見された。

## タルテッソス語
タルテッソス語は、かつてイベリア南部で話されていて絶滅した言語である。 紀元前7世紀から6世紀にかけて、イベリアの最も古くから知られている原文はタルテッソス語で書かれている。 この碑文は、南西文字と呼ばれる半音節の文字で書かれていて、タルテッソスの位置していた地域で見つかった。

## 最近の研究
2009年以降、ウエルバ県にあるMarisma de Hinojosという沼で研究が進んできたが、まだその結果は発表されていないそうである。